# أنبار (عفرين)
أنبار قرية سوريّة تتبع إداريّاً لمحافظة حلب منطقة عفرين ناحية معبطلي، بلغ تعداد سكانها 250 نسمة حسب التعداد السكاني لعام 2004.